# Xaurus bennigseni
Xaurus bennigseni là một loài bọ cánh cứng trong họ Cerambycidae.